# 結晶分化作用
結晶分化作用（けっしょうぶんかさよう、crystallization differentiation）とは、火成岩の多様性を説明するメカニズムの一つである。マグマが冷却固結する際、晶出する結晶（鉱物）の化学組成はマグマ自体の化学組成とは異なるので、高温なマグマが低温な周囲の岩石に冷やされ、晶出した鉱物と残りのマグマが分離した結果、残されたマグマの化学組成が変化していくことをいう。
晶出した鉱物と残りのマグマの分離のメカニズムは幾つか考えられるが、最も一般的なものとしては、グリーンランドのスケアガード岩体のような層状貫入岩体で観察されるように、マグマの中で晶出した結晶が、重力により分離するものである。すなわち密度の大きな苦鉄質鉱物が沈み、低密度の珪長質鉱物が浮く。また、深成岩になる前に順次噴火が起これば、噴出物が次第に珪長質になっていく。
なお、火成岩の多様性は結晶分化作用だけでは説明できない。他にも、マグマの混合などの考えがある。